# آنا جونسون
آنا جونسون (بالسويدية: Ana Johnsson)‏ (و. 1977  م) هي مغنية، وموسيقية سويدية، ولدت في غوتنبرغ، بدأت مشوارها المهني سنة 2001.

## وصلات خارجية
- آنا جونسون على موقع IMDb (الإنجليزية)
- آنا جونسون على موقع ميوزك برينز (الإنجليزية)
- آنا جونسون على موقع أول ميوزيك (الإنجليزية)
- آنا جونسون على موقع ديسكوغز (الإنجليزية)
- آنا جونسون على موقع قاعدة بيانات الفيلم (الإنجليزية)

- آنا جونسون في قاعدة بيانات الأفلام على الإنترنت